# دنیاگیری کووید-۱۹ در کره شمالی
دنیاگیری کووید-۱۹ در کره شمالی بخشی از دنیاگیری بیماری کروناویروس ۲۰۱۹ در جهان است.
دولت کره شمالی با وجود اینکه همواره اعلام کرده است موردی از ابتلا به کرونا در این کشور دیده نشده است چند منبع خارجی باور دارند کرونا در مارس ۲۰۲۰ در این کشور منتشر شده، در آن گزارش آمده است که احتمالاً ۱۸۰ سرباز در ژانویه و فوریه بر اثر این بیماری جان باخته‌اند.